# Бібліотека Плеяди

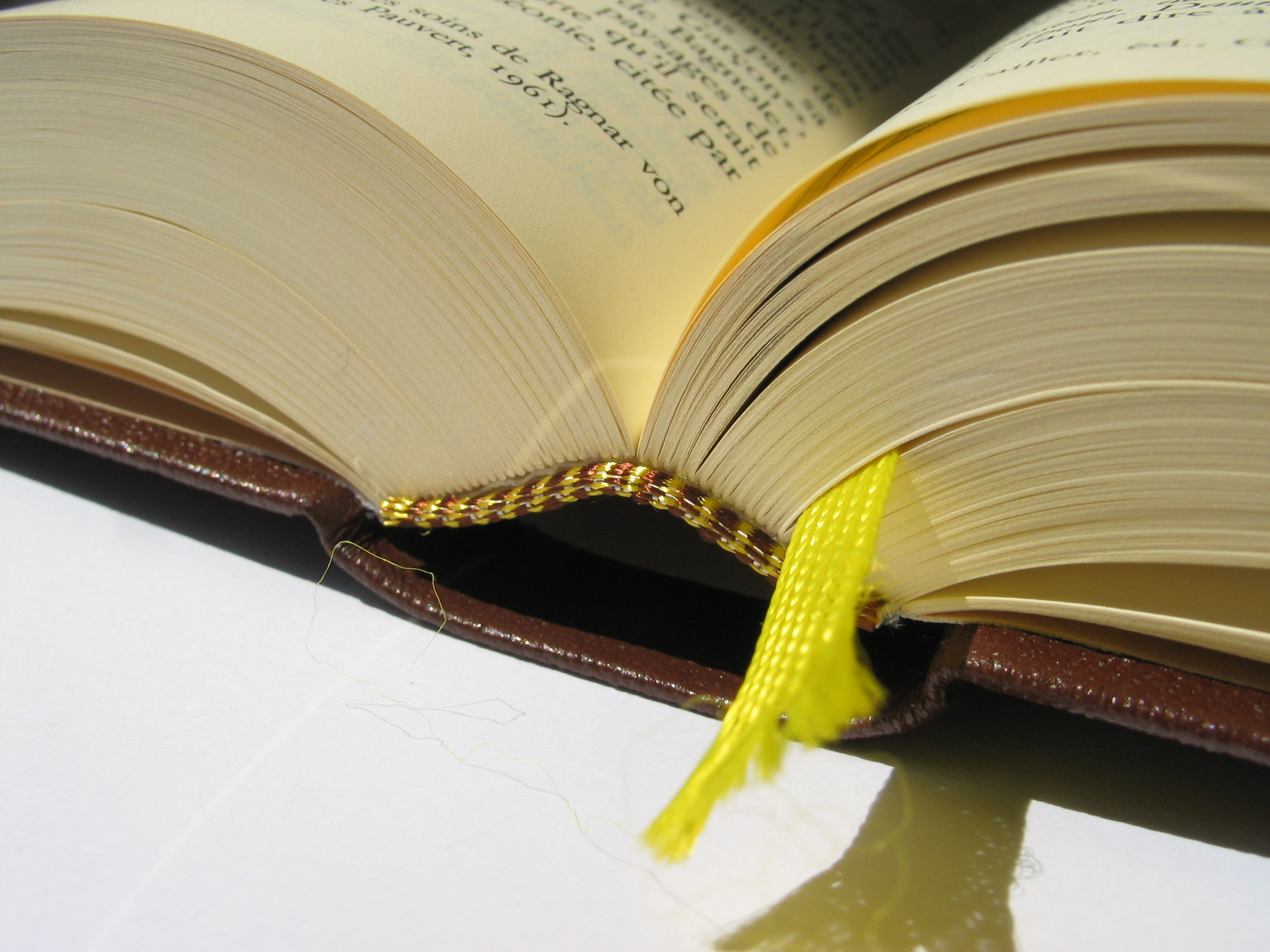
Шкіряна палітурка, тканинна закладка та цигарковий папір - типові ознаки книжок з серії Бібліотека Плеяди

Бібліотека Плеяди (фр. Bibliothèque de la Pléiade) — найпрестижніша французька книжкова серія. Випускає видавництво «Ґаллімар» з початку 1930-х років. Поєднує коментоване видання тексту і зручний кишеньковий формат (10,5 x 17 см).

## Короткий опис
Першим томом видавничої серії був «Щоденник» Андре Жида. Спочатку в серії були представлені тільки французькі автори, але починаючи з 1960-х років видаються також твори зарубіжних авторів. На 2010 рік у серії випущено понад 500 томів.
Книжки із серії видаються у вишуканому оформленні: шкіряна палітурка, золоте тиснення (23 карата) на корінці, дві тканинні закладки. Найтонший цигарковий папір дозволяє зберігати певну компактність томів, хоча їхній середній обсяг набагато перевищує тисячу сторінок.
Кожне століття представлене певним кольором палітурки, наприклад, XX століття — коричневим, XIX — смарагдовим тощо. Книги продаються в прозорій целофановій суперобкладинці та в картонному футлярі.
Книжки із серії «Бібліотека Плеяди» — це критичні видання, з різними варіантами тексту і ґрунтовними науковими коментарями. Видання творів одного автора в декількох томах може займати не один десяток років.
Факт публікації в «Бібліотеці Плеяди» означає для письменника найвищий ступінь визнання. Доволі рідкісні випадки, коли твори автора виходять в цій серії прижиттєво (Андре Жид, Андре Мальро , Наталі Саррот Жульєн Ґрак, Рене Шар, Клод Леві-Строс та ін.)
Окрім творів літератури, в подібному серійному оформленні раз на рік виходить альбом, який містить ілюстративні матеріали, пов'язані з тим чи іншим автором. Альбом поширюють безплатно через книгарні, його дарують читачам, які придбали принаймні три томи «бібліотеки Плеяди» за рік. У 1960-1970-их роках була також випущена тематична «Енциклопедія Плеяди» (фр. Encyclopédie de la Pléiade), створена під керівництвом Ремона Кено.

## Деякі видання

Перший том знаменитого щоденника Андре Жіда в «Бібліотеці Плеяди»
Видання творів Поля Валері в «Бібліотеці Плеяди»
Вибрані твори Клода Сімона в «Бібліотеці Плеяди», прижиттєве видання
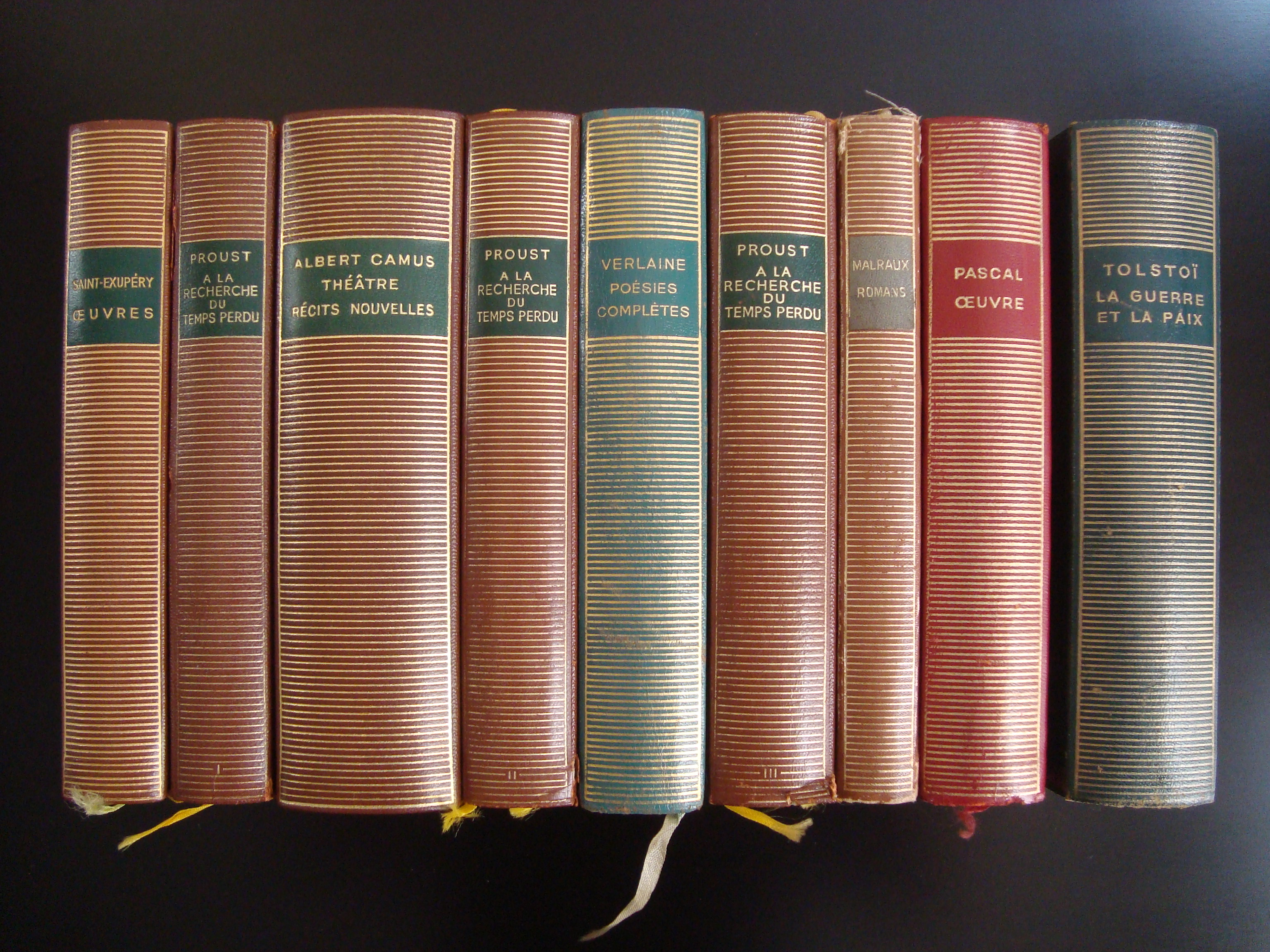
Найпопулярніші томи серії